# Waterloo (Wisconsin)
Waterloo é uma cidade localizada no estado norte-americano de Wisconsin, no Condado de Jefferson.

## Demografia
Segundo o censo norte-americano de 2000, a sua população era de 3259 habitantes.
Em 2006, foi estimada uma população de 3253, um decréscimo de 6 (-0.2%).

## Geografia
De acordo com o United States Census Bureau tem uma área de
10,2 km², dos quais 10,1 km² cobertos por terra e 0,1 km² cobertos por água. Waterloo localiza-se a aproximadamente 400 m acima do nível do mar.

## Localidades na vizinhança
O diagrama seguinte representa as localidades num raio de 20 km ao redor de Waterloo.